# Gekad
I Gekad sono un gruppo etnico dell'Azerbaigian, stimato intorno alle 11.000 unità.

## Abitudini
Si dedicano soprattutto ad attività di caccia di animali montani, specialmente mammiferi, per ricavarne carne, latte, pellicce e coperte. Utilizzano indumenti caratteristici e molto pesanti, per sopperire ai disagi dei freddi inverni caucasici.
Abitano soprattutto le zone centrali dell'Azerbaigian, in villaggi rurali come quello di Cek, e si dedicano all'allevamento di bovini e suini, effettuato in estesi pascoli e praterie. I Gekad sono molto esternati dai contesti sociali urbani.